# 손무로
손무로(Sonmu-ro)는 전라남도 함평군 함평읍 금산교차로에서 영광군 염산면 옥실교차로까지 연결하는 도로아다.

## 주요 경유지
전라남도
- 함평군 (함평읍 . 손불면) - 영광군 (염산면)

## 노선경로
| 이름                 | 접속 노선                 | 소재지 | 소재지 | 비고 |
| -------------------- | ------------------------- | ------ | ------ | ---- |
| 금산 교차로          | 국도 제23호선 (함영로)    | 함평군 | 함평읍 |      |
| 금산사거리           | 장년길                    | 함평군 | 함평읍 |      |
| 손불면산남리 사거리  | 감남길 죽장길             | 함평군 | 손불면 |      |
| 손불면산남리 교차로  | 손불중앙길 유록길         | 함평군 | 손불면 |      |
| (이름없음)           | 동암로                    | 함평군 | 손불면 |      |
| 손불면산남리 삼거리  | 손불중앙길 산남길         | 함평군 | 손불면 |      |
| 농장삼거리           | 월천길 농장길             | 함평군 | 손불면 |      |
| 월천교               |                           | 함평군 | 손불면 |      |
| 손불면 월천리 교차로 | 양재길                    | 함평군 | 손불면 |      |
| (이름없음)           | 지방도 제811호선 (석산로) | 함평군 | 손불면 |      |
| 삼고개               |                           | 함평군 | 손불면 |      |
| 옥실 교차로          | 국도 제77호선 (함영로)    | 영광군 | 염산면 |      |

## 주요건물및 시설
- 서부파출소 (전라남도 함평군 손불면 손무로 734)
- CU 함평손불점 (전라남도 함평군 손불면 손무로 746)
- 월천보건진료소 (전라남도 함평군 손불면 손무로 1050)